# جووانا پریکوویچ
جووانا پرکوویچ (سیریلیک صربی: Јована Прековић؛ متولد ۱۹۹۶ در آرانجلوواس، صربستان) یک کاراته‌کا اهل صربستان است که در کومیته ۶۱- کیلوگرم رقابت می‌کند.

## دستاوردها
۲۰۲۱

- طلا بازی‌های المپیک تابستانی ۲۰۲۰ - اسپانیا - کومیته ۶۱ کیلوگرم

۲۰۱۸

- طلا بیست و چهارمین دوره مسابقات کاراته قهرمانی جهان - اسپانیا - کومیته ۶۱- کیلوگرم[۲]

۲۰۱۷

- طلا کاراته ۱ سری آ – ژاپن – کومیته ۶۱- کیلوگرم
- طلا مسابقات قهرمانی کاراته اروپا – ترکیه – کومیته ۶۱- کیلوگرم
- برنز کاراته ۱ لیگ برتر – هلند – کومیته ۶۱- کیلوگرم
- طلا کاراته ۱ لیگ برتر – فرانسه – کومیته ۶۱- کیلوگرم

۲۰۱۶

- مقام هفتم مسابقات جهانی کاراته - اتریش - کومیته ۶۱- کیلوگرم
- برنز مسابقات قهرمانی کاراته اروپا - فرانسه - کومیته ۶۱- کیلوگرم
- نقره - قبرس - نوجوانان و جوانان و زیر ۲۱ سال EKF کومیته ۶۱- کیلوگرم

۲۰۱۵

- مقام پنجم مسابقات قهرمانی نوجوانان، جوانان - هند - زیر ۲۱ سال - کومیته ۶۱- کیلوگرم

۲۰۱۴

- طلا مسابقات قهرمانی نوجوانان بالکان – مقدونیه شمالی – کومیته ۵۵- کیلوگرم
- برنز مسابقات قهرمانی نوجوانان مدیترانه – مونته‌نگرو – کومیته ۵۵- کیلوگرم

۲۰۱۳

- برنز مسابقات قهرمانی نوجوانان، جوانان و زیر ۲۱ سال جهان – اسپانیا – کومیته ۵۹- کیلوگرم
- برنز مسابقات قهرمانی نوجوانان و جوانان و زیر ۲۱ سال بالکان – صربستان – کومیته ۵۹- کیلوگرم
- برنز سابقات قهرمانی نوجوانان، جوانان و زیر ۲۱ سال EKF– ترکیه – کومیته ۵۹- کیلوگرم

۲۰۱۲

- مقام پنجم مسابقات قهرمانی نوجوانان، جوانان و زیر ۲۱ سال EKF - آذربایجان - کومیته جوانان ۵۳- کیلوگرم